# Atalopteris aspidioides
Atalopteris aspidioides là một loài thực vật có mạch trong họ Dryopteridaceae. Loài này được (Griseb.) Maxon & C. Chr. miêu tả khoa học đầu tiên năm 1922.